# Zdeněk Mařatka
Zdeněk Mařatka (27. června 1914, Praha – 24. března 2010, tamtéž) byl český lékař působící v oblasti vnitřního lékařství, oboru gastroenterologie.

## Život
V roce 1933 maturoval na gymnáziu, v lednu 1939 promoval na lékařské fakultě Univerzity Karlovy v Praze. V roce 1969 byl jmenován profesorem vnitřního lékařství. V letech 1958–1984 byl přednostou II. interní kliniky Fakultní nemocnice v Praze na Bulovce.
Jeho otcem byl sochař Josef Mařatka a dětmi jsou MUDr. Tomáš Mařatka, lékař kardiolog, Dora M. Brodie M.D., lékařka gastroenteroložka žijící v USA, Apolena Mařatková, MUDr. Irena Závadová, lékařka internistka a hudební skladatel Kryštof Mařatka, žijící převážně ve Francii.

## Dílo
Zabýval se zejména záněty tlustého střeva a endoskopií trávicího ústrojí. Byl členem řady mezinárodních lékařských organizací, ve kterých vykonával funkci presidenta nebo vice presidenta.
Je autorem řady odborných publikací a memoárů Paměti – medicína, umění a život v osmi politických režimech (Praha, Karolinum 1997)

## Ocenění
Mezi významná ocenění Zdeňka Mařatky patří:
- 1965 a 1994 – Purkyňova medaile České lékařské společnosti JEP
- 1994 – Zlatá medaile University Karlovy
- 1999 – Čestný diplom Evropské společnosti trávicí endoskopie
- 2001 – Rytíř českého lékařského stavu
- 2009 – „Uznání za přínos k filozofii vzdělání a za obnovu univerzitní myšlenky“ od Nadace VIZE 97.[3]